# Mitrephora winitii
Mitrephora winitii är en kirimojaväxtart som beskrevs av William Grant Craib. Mitrephora winitii ingår i släktet Mitrephora och familjen kirimojaväxter. Inga underarter finns listade i Catalogue of Life.

## Bildgalleri

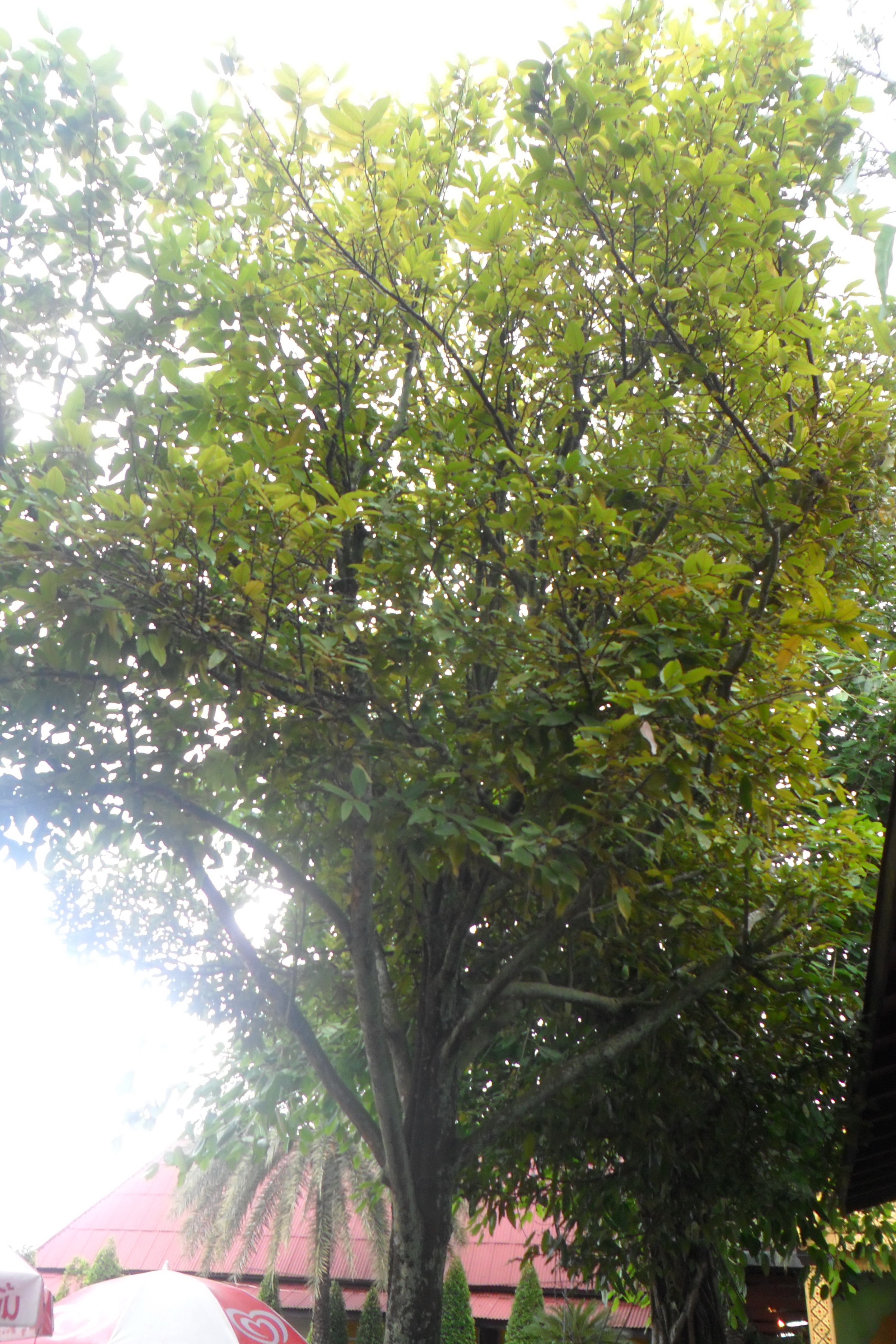